# Wong Chin Hung
Wong Chin Hung (chiń. trad. 黃展鴻, ur. 2 marca 1982 w Hongkongu) – hongkoński piłkarz grający na pozycji lewego obrońcy lub pomocnika.

## Kariera klubowa
Swoją karierę piłkarską Wong rozpoczął w klubie Instant-Dict. W 1998 roku zadebiutował w jego barwach w First Division z Hongkongu. W 1999 roku przeszedł do Hong Kong Rangers. Występował w nim do 2003 roku. W latach 2003–2005 występował w Fukien Athletic. W 2005 roku wrócił do Hong Kong Rangers, gdzie spędził kolejne dwa lata.
W 2007 roku Wong został zawodnikiem klubu South China AA. W 2008 roku był na pół sezonu wypożyczony do TSW Pegasus. Wraz z South China, w którym grał do końca 2012 roku, wywalczył trzy mistrzostwa Hongkongu (2007/2008, 2008/2009, 2009/2010), zdobył Hong Kong Senior Challenge Shield (2009/2010), Puchar Hongkongu (2010/2011) i Puchar Ligi Hongkongu (2007/2008, 2010/2011). W 2013 roku wrócił do Hong Kong Rangers. W latach 2013–2017 grał w Eastern Sports Club.
| Sezon   | Klub                | Kraj     | Rozgrywki      | Mecze | Bramki |
| ------- | ------------------- | -------- | -------------- | ----- | ------ |
| 1998/99 | Instant-Dict        | Hongkong | First Division | ?     | ?      |
| 1999/00 | Hong Kong Rangers   | Hongkong | First Division | ?     | ?      |
| 2000/01 | Hong Kong Rangers   | Hongkong | First Division | ?     | ?      |
| 2001/02 | Hong Kong Rangers   | Hongkong | First Division | ?     | ?      |
| 2002/03 | Hong Kong Rangers   | Hongkong | First Division | 4     | 0      |
| 2003/04 | Fukien Athletic     | Hongkong | First Division | 20    | 2      |
| 2004/05 | Fukien Athletic     | Hongkong | First Division | 22    | 0      |
| 2005/06 | Hong Kong Rangers   | Hongkong | First Division | 14    | 0      |
| 2006/07 | Hong Kong Rangers   | Hongkong | First Division | 24    | 2      |
| 2007/08 | South China AA      | Hongkong | First Division | 27    | 1      |
| 2008/09 | TSW Pegasus         | Hongkong | First Division | 13    | 4      |
| 2008/09 | South China AA      | Hongkong | First Division | 7     | 1      |
| 2009/10 | South China AA      | Hongkong | First Division | 11    | 0      |
| 2010/11 | South China AA      | Hongkong | First Division | 10    | 0      |
| 2011/12 | South China AA      | Hongkong | First Division | 11    | 0      |
| 2012/13 | South China AA      | Hongkong | First Division | 0     | 0      |
| 2012/13 | Hong Kong Rangers   | Hongkong | First Division | 9     | 0      |
| 2013/14 | Eastern Sports Club | Hongkong | First Division | 4     | 0      |
| 2014/15 | Eastern Sports Club | Hongkong | First Division | 1     | 0      |
| 2015/16 | Eastern Sports Club | Hongkong | First Division | 8     | 0      |
| 2016/17 | Eastern Sports Club | Hongkong | First Division | 7     | 0      |

## Kariera reprezentacyjna
W reprezentacji Hongkongu Wong zadebiutował 19 listopada 2008 roku w wygranym 9:0 towarzyskim meczu z Makau. W swojej karierze grał też m.in. na Igrzyskach Wschodnioazjatyckich 2009 (zdobył na nich złoty medal) i Mistrzostwach Azji Wschodniej 2010.